# 薬師温泉
薬師温泉（やくしおんせん）は、群馬県吾妻郡東吾妻町（旧国上野国）にある温泉。浅間隠温泉郷の一つ。

## 泉質
- ナトリウム・カルシウム-塩化物・硫酸塩泉[1]
  - 泉温 40.8℃[1]

## 温泉地
吾妻川水系の支流・温川にある吾妻渓谷沿いに一軒宿の「かやぶきの郷薬師温泉旅籠」が存在。
近くには鳩の湯温泉がある。宿の名の通り、茅葺の建物が建ち並んでいる。日帰り入浴可能。

## 歴史
開湯は200年以上前。寛政5年（1793年）に旅の行者によって、温泉が発見された。
江戸時代は露天風呂のみで、近隣の鳩の湯温泉と一体だった。そのため、法印の湯と呼ばれた。
昭和5年（1930年）、役人である生駒彦三郎によって、浴場が建てられた。その時に薬師温泉と名付けられる。

## アクセス
- JR吾妻線中之条駅から、車又は送迎バスで40分。
- 関越自動車道渋川伊香保ICから、国道17号、国道353号経由で車で60分。